# American Vandal
American Vandal es una serie de televisión web estadounidense de falso documental creada por Dan Perrault y Tony Yacenda y estrenada el 15 de septiembre de 2017 por Netflix. La serie es una parodia de documentales de crímenes reales, como Making a Murderer. El 26 de octubre de 2018, se anunció que Netflix había cancelado la serie después de dos temporadas, pero también se informó que los productores tienen la intención de vender la serie en otras cadenas.

## Argumento

### Primera temporada
La serie sigue las consecuencias de una costosa broma en una escuela secundaria que dejó a veintisiete automóviles de los profesores vandalizados con imágenes inapropiadas. El «payaso de la clase» Dylan Maxwell (Jimmy Tatro) es acusado del crimen por la escuela, por lo cual es expulsado, hasta que un estudiante de segundo año, Peter Maldonado (Tyler Alvarez) realiza una investigación sobre el incidente para descubrir si Dylan fue el verdadero responsable del vandalismo.

### Segunda temporada
Luego de la resolución de la broma hecha en los automóviles, la serie sigue la investigación que realizan Peter y Sam sobre un nuevo vandalismo ocurrido en una escuela secundaria de índole privada y católica de Washington. En la cual, los estudiantes son víctimas de una broma que los lleva a defecar en toda la escuela, luego de haber consumido la limonada de la cafetería, la cual estaba contaminada con laxantes por alguien que se hace llamar «El criminal de las heces» (en inglés:«The Turd Burglar»).

## Reparto

### Principal
| - Tyler Alvarez como Peter Maldonado. - Griffin Gluck como Sam Ecklund. - Jimmy Tatro como Dylan Maxwell (Temporada 1). - Travis Tope como Kevin McClain (Temporada 2). | - Melvin Gregg como DeMarcus Tillman (Temporada 2). - Taylor Dearden como Chloe Lyman (Temporada 2). - DeRon Horton como Lou Carter (Temporada 2). |

### Recurrente

#### Temporada 1
| - Camille Hyde como Gabi Granger. - Eduardo Franco como Spencer Díaz. - Lukas Gage como Brandon Galloway. - Jessica Juárez como Brianna "Ganj" Gagne. - Lou Wilson como Lucas Wiley. - Camille Ramsey como Mackenzie Wagner. - Calum Worthy como Alex Trimboli. | - G. Hannelius como Christa Carlyle. - Cody Wai-Ho Lee como Ming Zhang. - Saxon Sharbino como Sara Pearson. - Gabriela Fresquez como Sophia Gutiérrez. - Ryan O'Flanagan como Steven "Kraz" Krazanski. - Karly Rothenberg como Erin Shapiro. - Aylin Bayramoglu como Madison Kaplan. |

#### Temporada 2
| - Adam Ray como el Oficial Crowder. - Sarah Burns como Srta. Montgomery - Jay Lee como Tanner Bassett. - Bellina Logan como Detective Carla Dickey. - Barbara Deering como Srta. Cathy Wexler. - Miles J. Harvey como Paul Schnorrenberg. - Jeremy Culhane como Grayson Wentz. | - La'Charles Trask como Perry Coleman. - Susan Ruttan como Patricia McClain. - Jonathan Saks como Drew Pankratz. - Kiah Stern como Jenna Hawthorne. - Nathaniel J. Potvin como Trevor "Gonzo" González. - Elisha Henig como Myles. - Jeanine Jackson como la Monja. |

## Temporadas
| Temporada | Temporada | Episodios | Lanzamiento original     |
| --------- | --------- | --------- | ------------------------ |
|           | 1         | 8         | 15 de septiembre de 2017 |
|           | 2         | 8         | 14 de septiembre de 2018 |

## Episodios

### Primera temporada (2017)
| N.º en serie | N.º en temp. | Título                                | Dirigido por | Escrito por                     | Fecha de lanzamiento original |
| ------------ | ------------ | ------------------------------------- | ------------ | ------------------------------- | ----------------------------- |
| 1            | 1            | «Hard Facts: Vandalism and Vulgarity» | Tony Yacenda | Tony Yacenda & Dan Perrault     | 15 de septiembre de 2017      |
| 2            | 2            | «A Limp Alibi»                        | Tony Yacenda | Dan Lagana                      | 15 de septiembre de 2017      |
| 3            | 3            | «Nailed»                              | Tony Yacenda | Mike Rosolio                    | 15 de septiembre de 2017      |
| 4            | 4            | «Growing Suspicion»                   | Tony Yacenda | Kevin McManus & Matthew McManus | 15 de septiembre de 2017      |
| 5            | 5            | «Premature Theories»                  | Tony Yacenda | Amy Pocha & Seth Cohen          | 15 de septiembre de 2017      |
| 6            | 6            | «Gag Order»                           | Tony Yacenda | Jess Meyer                      | 15 de septiembre de 2017      |
| 7            | 7            | «Climax»                              | Tony Yacenda | Lauren Herstik                  | 15 de septiembre de 2017      |
| 8            | 8            | «Clean Up»                            | Tony Yacenda | Matthew McManus & Kevin McManus | 15 de septiembre de 2017      |

### Segunda temporada (2018)
| N.º en serie | N.º en temp. | Título           | Dirigido por | Escrito por                     | Fecha de lanzamiento original |
| ------------ | ------------ | ---------------- | ------------ | ------------------------------- | ----------------------------- |
| 9            | 1            | «The Brownout»   | Tony Yacenda | Tony Yacenda & Dan Perrault     | 14 de septiembre de 2018      |
| 10           | 2            | «#2»             | Tony Yacenda | Dan Lagana                      | 14 de septiembre de 2018      |
| 11           | 3            | «Leaving a Mark» | Tony Yacenda | Kevin McManus & Matthew McManus | 14 de septiembre de 2018      |
| 12           | 4            | «Shit Talk»      | Tony Yacenda | Mark Stasenko                   | 14 de septiembre de 2018      |
| 13           | 5            | «Wiped Clean»    | Tony Yacenda | Seth Cohen & Amy Pocha          | 14 de septiembre de 2018      |
| 14           | 6            | «All Backed Up»  | Tony Yacenda | Jaboukie Young-White            | 14 de septiembre de 2018      |
| 15           | 7            | «Shit Storm»     | Tony Yacenda | Jess Meyer                      | 14 de septiembre de 2018      |
| 16           | 8            | «The Dump»       | Tony Yacenda | Kevin McManus & Matthew McManus | 14 de septiembre de 2018      |

## Desarrollo

### Producción
Los creadores Tony Yacenda y Dan Perrault buscaron crear una sátira de documentales sobre crímenes reales como en Serial, Making a Murderer y The Jinx. A Yacenda y Perrault se les ocurrió la idea de la serie a principios de 2016 y posteriormente la lanzaron a Netflix, plataforma que acordó distribuir la serie después de asegurarse de que el programa sería «más que un simple sketch de una broma sobre el miembro masculino». Yacenda y Perrault, quienes ya habían trabajado juntos anteriormente en cortometrajes para la productora Funny or Die y CollegeHumor, se unieron al showrunner Dan Lagana, quién recientemente había trabajado en la serie de televisión Deadbeat. Lagana fue el responsable de seleccionar a los guionista para la serie, siendo estos de poca experiencia para guionar una serie de televisión.
Los creadores desarrollaron el misterio central de la serie durante el transcurso del rodaje, ya que el guion se escribía al mismo tiempo, buscando encontrar un equilibrio entre el humor y la creación de un fascinante misterio. El 3 de agosto de 2017, Netflix anunció que ordenó la producción de una nueva serie de género falso documental titulada American Vandal, la cual programó su estreno para el 15 de septiembre de 2017. La serie fue creada por Tony Yacenda y Daniel Perrault, quienes se establecieron como productores ejecutivos de la misma, junto a Dan Lagana, Joe Farrell, Ari Lubet, Josh Lieberman y Michael Rotenberg. Al mismo tiempo, Lagana también ejerció como uno de los guionistas de la producción. Las empresas CBS Television Studios, Funny Or Die y 3 Arts Entertainment fueron las encargadas de producir la serie.
Poco después, del lanzamiento de la primera temporada de American Vandal, Yacenda y Perrault debatieron la posibilidad de una segunda temporada, con el mismo equipo de guionista para crear una historia sobre un crimen diferente. El 26 de octubre de 2017, Netflix anunció oficialmente la renovación de la serie para una segunda temporada. El 21 de agosto de 2018, se confirmó que la segunda temporada sería estrenada el 14 de septiembre del mismo año. El 26 de octubre de 2018, se anunció que Netflix había cancelado la serie después de dos temporadas, sin embargo, también fue informó que los productores tienen la intención de vender la serie en otras cadenas.

### Casting
En la selección del reparto para la serie, los creadores evitaron que el reparto de especialistas buscara a actores que pudieran lograr una mejor adaptación a los roles, prefiriendo a actores que tengan la capacidad de improvisar. Ante este anuncio inicial, se informó que el elenco de la serie estaba conformado por Tyler Alvarez, Jimmy Tatro, Griffin Gluck, Camille Hyde, Eduardo Franco, Jessica Juárez, Lou Wilson, Camille Ramsey, Calum Worthy, Lukas Gage y G. Hannelius.
El 14 de marzo de 2018, se anunció que Travis Tope y Melvin Gregg fueron elegidos para interpretar a los personajes principales de la serie para su segunda temporada. El 4 de abril del mismo año, se informó que Adam Ray integraría el elenco en un papel recurrente. El 14 de junio, Tony Yacenda, Dan Lagana y Dan Perrault confirmaron que Alvarez y Gluck regresarían a la serie para interpretar a Peter y Sam respectivamente, junto a la premisa de que estos se encuentran en la investigación de un nuevo vandalismo ocurridido en un instituto secundario católico. El 21 de agosto de 2018, se anunció que Taylor Dearden y DeRon Horton se unieron al elenco principal de la segunda temporada.

## Recepción

### Comentarios de la crítica
American Vandal recibió críticas favorables por parte de la crítica especializada. En el sitio web Rotten Tomatoes, la primera temporada tiene un índice de aprobación del 98% con base en 43 reseñas, con una puntuación de 8.14/10, y el consenso crítico del sitio expresa que: «American Vandal ofrece una vía de sátiras que funciona genuinamente como un misterio cautivador, reflejando comentarios estimulantes sobre el entretenimiento moderno». En Metacritic, la serie tiene una puntuación de 75 de 100, basado en 10 críticas, indicando "crítica generalmente favorables".
Mark Titus del portal The Ringer, elogió a la serie por su humor sutil, su trama atrapante y la representación realista de la escuela secundaria. Robert Lloyd de Los Angeles Times describió a American Vandal como un «pastiche de proporciones perfectas» en un documental sobre vandalismos reales. Steve Greene de IndieWire señaló que la serie es «increíble y auténtica» por sus actuaciones y en la búsqueda de la serie en cuanto a la popularidad del verdadero género de crimen.
El 19 de abril de 2018, la serie fue galardonada con un premio Peabody por su primera temporada. El reconocimiento correspondía a que llamativamente se trata de una «serie pensada de forma sorprendente y perspicaz acerca de la vida contemporánea... la misma también ofrece una mirada sobre cómo las cuestiones éticas del verdadero género del crimen se cruzan con las duras realidades de ser un adolescente en la era de las redes sociales».
En Rotten Tomatoes, la segunda temporada recibió un índice de aprobación del 97% en base a 29 reseñas, con una puntuación 8.3/10, y el consenso crítico del sitio expresa que: «La segunda temporada realiza un cambio de humor por otro, logrando incrementar las situaciones rídiculas en cómicas, mientras que abordan sutilmente las problemáticas sociales». En Metacritic, la temporada tiene una puntuación de 76 de 100, basado 13 críticas, indicando "crítica generalmente favorables".

### Premios y nominaciones
| Lista de premios y nominaciones | Lista de premios y nominaciones             | Lista de premios y nominaciones     | Lista de premios y nominaciones | Lista de premios y nominaciones | Lista de premios y nominaciones |
| Año                             | Organización                                | Categoría                           | Nominado/a (s) | Resultado                       | Ref(s)                          |
| ------------------------------- | ------------------------------------------- | ----------------------------------- | --- | ------------------------------- | ------------------------------- |
| 2017                            | IGN Summer Movie Awards                     | Mejor Actor en una Serie de Comedia | Jimmy Tatro | Nominado                        | [ 21 ]                          |
| 2017                            | IGN Summer Movie Awards                     | Mejor Serie Nueva                   | American Vandal | Nominado                        | [ 21 ]                          |
| 2017                            | IGN Summer Movie Awards                     | Mejor Serie de Comedia              | American Vandal | Nominado                        | [ 21 ]                          |
| 2018                            | Critics' Choice Television Awards           | Mejor Miniserie                     | American Vandal | Nominado                        | [ 22 ]                          |
| 2018                            | Critics' Choice Television Awards           | Mejor Actor en Miniserie            | Jimmy Tatro | Nominado                        | [ 22 ]                          |
| 2018                            | Writers Guild of America Award              | Mejor Serie Nueva                   | Seth Cohen, Lauren Herstik, Dan Lagana, Kevin McManus, Matthew McManus, Jessica Meyer, Dan Perrault, Amy Pocha, Mike Rosolio y Tony Yacenda | Nominado                        | [ 23 ]                          |
| 2018                            | Peabody Awards                              | Mejor Entretenimineto               | American Vandal | Ganador                         | [ 24 ]                          |
| 2018                            | Golden Trailer Awards                       | Mejor Avance – Serie de Comedia     | American Vandal | Ganador                         | [ 25 ]                          |
| 2018                            | Primetime Emmy Awards                       | Mejor Guion – Drama                 | Kevin McManus y Matthew McManus – Episodio: «Clean Up»                                                                                      | Nominado                        | [ 26 ]                          |
| 2018                            | Gold Derby Awards                           | Mejor Miniserie                     | American Vandal | Nominado                        | [ 27 ]                          |
| 2018                            | Gold Derby Awards                           | Mejor Actor en Miniserie            | Jimmy Tatro | Nominado                        | [ 27 ]                          |
| 2018                            | Online Film & Television Association Awards | Mejor Serie Limitada                | American Vandal | Nominado                        | [ 28 ]                          |
| 2018                            | Online Film & Television Association Awards | Mejor Reparto en una Serie Limitada | Tyler Alvarez, Griffin Gluck y Jimmy Tatro                                                                                                  | Nominados                       | [ 28 ]                          |
| 2018                            | Online Film & Television Association Awards | Mejor Guion en una Serie Limitada   | Tony Yacenda, Dan Perrault, Dan Lagana, Mike Rosolio, Kevin McManus, Matthew McManus, Amy Pocha, Seth Cohen, Jess Meyer y Lauren Herstik    | Nominados                       | [ 28 ]                          |
| 2018                            | Online Film & Television Association Awards | Mejor Edición                       | Ali Baron, Andrew McAllister y Jessica Brunetto                                                                                             | Nominados                       | [ 28 ]                          |
| 2019                            | Critics' Choice Television Awards           | Mejor Miniserie                     | American Vandal | Nominado                        | [ 29 ]                          |